# Fuentelespino de Moya (kommunhuvudort)
Fuentelespino de Moya är en kommunhuvudort i Spanien.   Den ligger i provinsen Provincia de Cuenca och regionen Kastilien-La Mancha, i den centrala delen av landet, 200 km öster om huvudstaden Madrid. Fuentelespino de Moya ligger 1 114 meter över havet och antalet invånare är 163.
Terrängen runt Fuentelespino de Moya är kuperad åt sydväst, men åt nordost är den platt.  Trakten runt Fuentelespino de Moya är nära nog obefolkad, med mindre än två invånare per kvadratkilometer. Närmaste större samhälle är Landete, 8,7 km öster om Fuentelespino de Moya. Omgivningarna runt Fuentelespino de Moya är i huvudsak ett öppet busklandskap.